# In Search of The

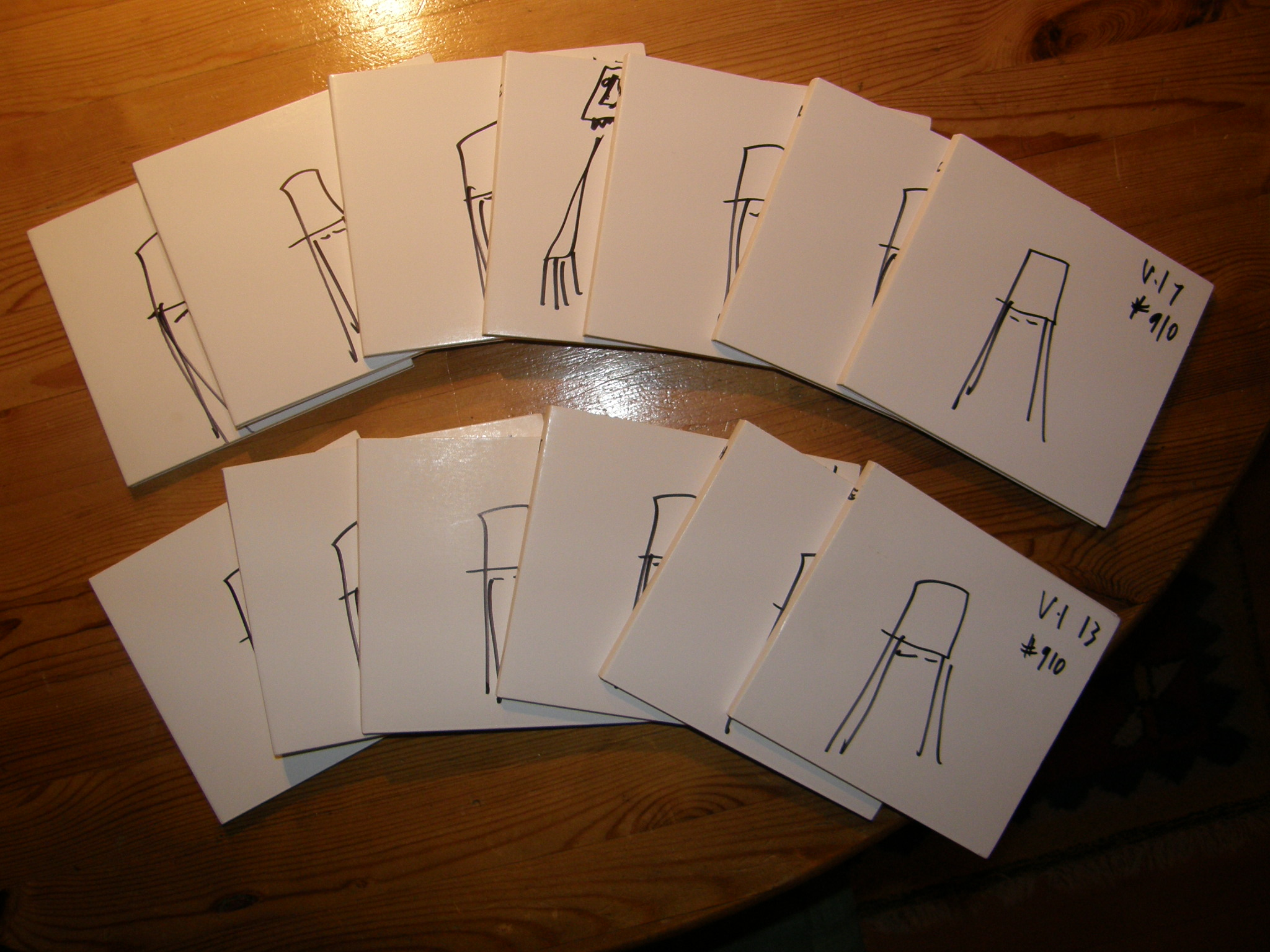
Buckethead - In Search of The Album #910

In Search of The es un box set de 13 álbumes del guitarrista Buckethead, lanzado en el 2007, cada canción ha sido numerada y monogramada por Buckethead. Ningún álbum es igual al otro, las portadas son dibujadas a mano y totalmente únicas una de otra.

Según Travis Dickerson:

“ ...Este no es un CD regular. Está hecho a mano, a mano quemada. La portada es cualquier cosa que Buckethead haya querido escribir en ella. No es manufacturada, cada una es diferente a la anterior y a la posterior y será numerada y monogramanada. Ningún Box Set es igual a otro. Nunca había escuchado a ningún artista hacer algo por el estilo. Esto es directo del artista al fanático como nunca había escuchado.

En cuanto al contenido se refiere, yo no se, pero el misterio que lo envuelve no es una sorpresa. De nuevo no puedo especular porque no querría que lo mal interpretaran, yo no se nada acerca de esto. Lo único que me dicen mis sentidos es que es un trabajo meramente conceptual, una pieza de arte. Podría contener cualquier cosa.”

El set puede ser comprado como el box set o por separado. Parece no haber diferencia entre ambas opciones.

## Canciones

### Vol. 1 (I)
1. "Untitled 1" - 0:58
2. "Untitled 2" - 14:50
3. "Untitled 3" - 2:58
4. "Untitled 4" - 2:37
5. "Untitled 5" - 0:44
6. "Untitled 6" - 15:02
7. "Untitled 7" - 1:49
8. "Untitled 8" - 5:34

### Vol. 2 (N)
1. "Untitled 1" - 1:31
2. "Untitled 2" - 10:51
3. "Untitled 3" - 3:02
4. "Untitled 4" - 2:12
5. "Untitled 5" - 15:50
6. "Untitled 6" - 3:18
7. "Untitled 7" - 6:04
8. "Untitled 8" - 2:16

### Vol. 3 (S)
1. "Untitled 1" - 14:54
2. "Untitled 2" - 2:18
3. "Untitled 3" - 3:48
4. "Untitled 4" - 7:37
5. "Untitled 5" - 4:30
6. "Untitled 6" - 10:32

### Vol. 4 (E)
1. "Untitled 1" - 3:21
2. "Untitled 2" - 7:16
3. "Untitled 3" - 9:02
4. "Untitled 4" - 3:31
5. "Untitled 5" - 5:26
6. "Untitled 6" - 3:29
7. "Untitled 7" - 4:08
8. "Untitled 8" - 6:50

### Vol. 5 (A)
1. "Untitled 1" - 10:35
2. "Untitled 2" - 1:18
3. "Untitled 3" - 4:56
4. "Untitled 4" - 10:12
5. "Untitled 5" - 5:04
6. "Untitled 6" - 1:42
7. "Untitled 7" - 2:02
8. "Untitled 8" - 2:56
9. "Untitled 9" - 4:03

### Vol. 6 (R)
1. "Untitled 1" - 19:45
2. "Untitled 2" - 3:46
3. "Untitled 3" - 4:34
4. "Untitled 4" - 1:18
5. "Untitled 5" - 15:46

### Vol. 7 (C)
1. "Untitled 1" - 2:59
2. "Untitled 2" - 16:40
3. "Untitled 3" - 4:16
4. "Untitled 4" - 4:25
5. "Untitled 5" - 1:53
6. "Untitled 6" - 11:06

### Vol. 8 (H)
1. "Untitled 1" - 10:19
2. "Untitled 2" - 2:31
3. "Untitled 3" - 5:34
4. "Untitled 4" - 9:55
5. "Untitled 5" - 2:38
6. "Untitled 6" - 0:41
7. "Untitled 7" - 3:33
8. "Untitled 8" - 4:40
9. "Untitled 9" - 2:16

### Vol. 9 (O)
1. "Untitled 1" - 9:24
2. "Untitled 2" - 4:24
3. "Untitled 3" - 5:24
4. "Untitled 4" - 16:52
5. "Untitled 5" - 6:36

### Vol. 10 (F)
1. "Untitled 1" - 5:16
2. "Untitled 2" - 9:37
3. "Untitled 3" - 6:49
4. "Untitled 4" - 1:20
5. "Untitled 5" - 6:52
6. "Untitled 6" - 3:37
7. "Untitled 7" - 7:18
8. "Untitled 8" - 2:08

### Vol. 11 (T)
1. "Untitled 1" - 2:57
2. "Untitled 2" - 4:25
3. "Untitled 3" - 1:16
4. "Untitled 4" - 4:06
5. "Untitled 5" - 6:18
6. "Untitled 6" - 3:14
7. "Untitled 7" - 3:25
8. "Untitled 8" - 3:55
9. "Untitled 9" - 4:05
10. "Untitled 10" - 4:26
11. "Untitled 11" - 4:50

### Vol. 12 (H)
1. "Untitled 1" - 3:14
2. "Untitled 2" - 10:49
3. "Untitled 3" - 2:18
4. "Untitled 4" - 10:24
5. "Untitled 5" - 3:02
6. "Untitled 6" - 3:33
7. "Untitled 7" - 1:20
8. "Untitled 8" - 15:19

### Vol. 13 (E)
1. "Untitled 1" - 45:01

## Títulos de las canciones No oficial
Como In Search of The no presenta ninguna lista con nombres, muchos miembros del foro http://www.buckethead.tk han creado ellos mismos una lista no oficial. Los títulos de las canciones no son de ninguna forma oficiales o están adheridos a lo que Buckethead quería para este box set, son más bien un tributo o signos de apreciación al esfuerzo que Buckethead puso en este proyecto.

### Vol. 1 (I)
1. Sonic Slaughter - 0:58
2. Pollywogs Dancing On A Quilt Of Faces - 14:50
3. Jengamoose - 2:58
4. Appenzel Pointed Hood Hen - 2:37
5. Trail Of Misconception - 0:44
6. Sourced Autonomy - 15:02
7. Transmission Miscommunication - 1:49
8. Angiobanjiplasti - 5:34

### Vol. 2 (N)
1. Pullets On Parade (Million Chicken March) - 1:31
2. Flying Finger Fury (In The Coop) - 10:51
3. Hanged Man's Lament - 3:02
4. Robot Foot Pursuit - 2:12
5. Blue Marbles Moon - 15:50
6. Droid Factory Conveyor Belt Ambush - 3:18
7. The Beheaded - 6:04
8. Memories Of Forgotten Dreams - 2:16

### Vol. 3 (S)
1. Funkaslunk - 14:54
2. Down A Darkened Hallway - 2:18
3. Slow Shifting Highway - 3:48
4. A Dead Brains Pulse - 7:37
5. Listening Device - 4:30
6. Wormhole Collapse - 10:32

### Vol. 4 (E)
1. Raging Nugget - 3:21
2. The Machines Shall Remain - 7:16
3. Milk Plus Synthemesc - 9:02
4. 1984 Beat-Bumpin' (Tributo a Darren Robinson) - 3:31
5. Domo-Kun's Nightmare - 5:26
6. Silkie Bantam - 3:29
7. Ectoplasm Circus - 4:08
8. Visiting Rights - 6:50

### Vol. 5 (A)
1. Fractal Shadows - 10:35
2. Red Eye Spider Cloud - 1:18
3. Liquid Tungsten Robot Factory - 4:56
4. Bucketbots Bass Binge Buddy - 10:12
5. Atomic Butterfly - 5:04
6. Sanders' Retort - 1:42
7. Percolates Jazz.. The Last Drop - 2:02
8. A Moment I Can Give - 2:56
9. Funeral Parlor - 4:03

### Vol. 6 (R)
1. Eye Of The Storm - 19:45
2. Unhinged Paradox - 3:46
3. Last Light - 4:34
4. Dig Up From Underneath - 1:18
5. Amputee Shuffle - 15:46

### Vol. 7 (C)
1. Grease On My New Shoes - 2:59
2. Solitary Psychosis - 16:40
3. Flaming Piñatas/Burnt Candy - 4:16
4. Tower Of Insanity - 4:25
5. Cheese Eating Surrender Monkeys - 1:53
6. Easter In The Batcave - 11:06

### Vol. 8 (H)
1. Oishii - 10:19
2. The Orpington - 2:31
3. A Day In The Park With Herbie - 5:34
4. Switch Way - 9:55
5. Treasure Section - 2:38
6. Wire Bop Pumpkin - 0:41
7. Captain Kangaroo's Ether Hypnosis - 3:33
8. In Search Of The Bigeminy Junction - 4:40
9. Cybernetic Chickenheads & The Scavenger Slunk Run - 2:16

### Vol. 9 (O)
1. Bullfrog - 9:24
2. Escher Relativity - 4:24
3. The Poison Hand - 5:24
4. Robot Chicken - 16:52
5. Tunnel To The Light - 6:36

### Vol. 10 (F)
1. Aldebaran Strikes Back - 5:16
2. Down In It - 9:37
3. The Ludovico Technique - 6:49
4. Hole In The Feeding Tube - 1:20
5. Aces Of Galaga - 6:52
6. Bot's Lament - 3:37
7. Carmensitademihamore - 7:18
8. Evil Lurks Within - 2:08

### Vol. 11 (T)
1. Binge Buddy Lounge - 2:57
2. I Never Made It Without Biting (AKA Bloodblister Popcorn) - 4:25
3. Electronic Zookeeper's Revenge - 1:16
4. Delirium Chamber - 4:06
5. Animatronics Séance - 6:18
6. Slunk Funk - 3:14
7. Funeral For A Fiend - 3:25
8. Chicken Cleaver Duty - 3:55
9. Sugar Booger Auditory Wax Candy - 4:05
10. Random Order - 4:26
11. Scabscratcher Shuffle (They Buried Him Alive) - 4:50

### Vol. 12 (H)
1. Animatronics Workshop - 3:14
2. The Organ Grinder's Mishap.. - 10:49
3. The Last Tooth To Be Pulled - 2:18
4. Alektorophobia - 10:24
5. Electromagnetic Interference - 3:02
6. The Sticker On Endorphins - 3:33
7. One Last Breath - 1:20
8. Monsta Kreep-A-Thon Mk. II / The Revenge Of Mutant Slunkzilla - 15:19

### Vol. 13 (E)
1. The Butcher's Last Dance - 45:01